# 元吉和中
元吉 和中（もとよし かずなか、1974年1月6日 - ）は、日本の元ラグビー選手。

## プロフィール
- 神奈川県出身[1]。
- 現役時代のポジションはプロップ(PR)。
- 日本代表通算キャップ数は1。

## 略歴
日大藤沢高校、日本大学を経て、1996年、サントリー(現・東京サントリーサンゴリアス)に加入。
2001年5月27日に行われたアジア3国対抗中華台北戦で日本代表初キャップを獲得した。
2003年、現役を引退した。